# تپه بابا رشانی
تپه بابا رشانی مربوط به سدهٔ ۵ و ۶ ه.ق است و در شهرستان بیجار، روستای بابا رشانی واقع شده و این اثر در تاریخ ۱۸ مهر ۱۳۵۶ با شمارهٔ ثبت ۱۴۶۵ به‌عنوان یکی از آثار ملی ایران به ثبت رسیده است.